# Idioctis intertidalis
Idioctis intertidalis là một loài nhện trong họ Barychelidae. Loài này phân bố ờ Madagascar đến Seychelles.